# 가미스가이촌
가미스가이촌(上須戒村)은 에히메현 기타군에 설치되었던 촌이다. 현재의 오즈시에 해당한다.